# Pearsonomys annectens
Pearsonomys annectens é uma espécie de roedor da família Cricetidae. É a única espécie do género Pearsonomys.
Apenas pode ser encontrada no Chile.